# Marco Fontana
Marco Aurelio Fontana (Giussano, 12 oktober 1984) is een Italiaans veldrijder en mountainbiker. Sinds 2009 komt hij uit voor Cannondale Factory Racing.
Hij werd vijfde in de olympische mountainbikerace op de Olympische Spelen 2008 (Peking), vier jaar later gevolgd door de bronzen medaille in Londen.

## Carrière

### Jeugd
Marco Fontana begon met wielrennen op zijn elfde jaar. Pas op zijn veertiende specialiseerde hij zich in het MTB en de Cross. Vanaf 2002 kwam hij uit bij de junioren categorie. Hier leek hij niet de topper te gaan worden die hij vandaag de dag is. Pas van bij de beloften kon hij zich volledig doorzetten. Vooral in het Mountainbike leek er een grote toekomst voor hem weggelegd, zo werd hij in zowel 2005 als in 2006 11de op het WK. 

### Prof
In zijn eerste profjaar kwam hij uit voor Selle Italië Guerciotti, waar hij zich vooral concentreerde op het veldrijden. Hij pakte een aantal ereplaatsen: tweede op het Italiaans kampioenschap veldrijden en dertiende in het WK; hij won dat jaar vier Italiaanse B-Crossen.
Een jaar later ging hij de competitie van Cross-Country MTB en Cyclocross aan. Hij won zijn eerste Italiaans kampioenschap veldrijden bij de profs en werd de eerste Italiaan in de Wereldbeker mountainbike. In 2008 werd Fontana vijfde op de Olympische Spelen. De jaren daarna domineerde Fontana het Italiaanse veldrijden en mountainbiken: hij werd verscheidene malen Italiaans kampioen. In het cyclocross behaalde hij onder andere een zevende plaats op het WK 2007. In 2011 pakte Fontana brons op het EK Mountainbiken. In 2012 behaalde hij brons op de Olympische Spelen, de wedstrijd draaide uit op een driestrijd met de Tsjech Jaroslav Kulhavy en de Zwitser Nino Schurter. In de Rock Garden verloor Fontana echter zijn zadel en was hij uitgeschakeld voor goud. Hij wist, staand op de pedalen, nog nipt de bronzen medaille veilig te stellen.

## Palmares

### Veldrijden
Overwinningen
| 2006-2007                   |   | 13e | Zilver | Morbegno        | 1  |  |  |
| 2007-2008                   |   | 6e  | Goud   | Verbania        | 2  |  |  |
| 2008-2009                   |   | 11e | Zilver | Lucca, Verbania | 2  |  |  |
| 2009-2010                   |   | 11e | Goud   | Ornavasso       | 2  |  |  |
| 2010-2011                   |   | 7e  | Goud   |                 | 1  |  |  |
| 2011-2012                   |   | 28e | Goud   | Rome            | 2  |  |  |
| 2012-2013                   |   | 26e | Goud   | Milaan          | 2  |  |  |
| 2013-2014                   |   | DNS | Goud   |                 | 1  |  |  |
| 2014-2015                   |   | 10e | Goud   | Padova, Rome    | 3  |  |  |
| geen deelnames in 2015-2016 |   |     |        |                 |    |  |  |
| 2016-2017                   |   | DNS | Zilver | Gorizia         | 1  |  |  |
| 2017-2018                   |   | 29e | Brons  |                 | 0  |  |  |
|                             |   |     |        |                 |    |  |  |
| Totaal                      | 0 | 0   | 7      | 10              | 17 |  |  |

### Mountainbiken
Overwinningen
| Seizoen | Wereldbeker | OS  | WK  | EK  | IK    | Overige                                | Totaal aantal zeges |
| ------- | ----------- | --- | --- | --- | ----- | -------------------------------------- | ------------------- |
| 2007    |             | NVT | 26e | 13e |       |                                        | 0                   |
| 2008    |             | 5e  | 37e | 10e |       |                                        | 0                   |
| 2009    |             | NVT | 11e | DNF | Goud  | Massa Marittima                        | 2                   |
| 2010    |             | NVT | -   | ↑   | Goud  | Massa Marittima, Montichiari           | 3                   |
| 2011    |             | NVT | 20e | 7e  | Goud  | Nalles, Vermiglio                      | 3                   |
| 2012    |             | ↑   | 6e  | DNS | Goud  | Nalles, Montichiari, Chies d'Alpago    | 4                   |
| 2013    |             | NVT | 12e | ↑   | Brons | Piacenza                               | 1                   |
| 2014    |             | NVT | ↑   | 7e  | 9e    | Montichiari, Chies d'Alpago, Vermiglio | 3                   |
| 2015    |             | NVT | 13e | 25e | 4e    | Bad Säckingen, Rio das Ostras          | 2                   |
| 2016    |             | 20e | 18e | DNS | 8e    | Maser, Dalby Forest                    | 2                   |
| 2017    |             | NVT | 21e | 6e  | DNF   | Rivoli Veronese, Nalles, Courmayeur    | 3                   |
| 2018    |             | NVT | 55e | 8e  | 6e    |                                        | 0                   |
|         |             |     |     |     |       |                                        |                     |
| Totaal  | 0           | 0   | 0   | 0   | 4     | 19                                     | 25                  |

### Resultaten
Cross
| Seizoen   | Wereldbeker | IK     | WK  |
| --------- | ----------- | ------ | --- |
| 2006/2007 |             | Zilver | 13e |
| 2007/2008 |             | Goud   | 6e  |
| 2008/2009 | 21e         | Zilver | 11e |
| 2009/2010 | 52e         | Goud   | 11e |
| 2010/2011 | 55e         | Goud   | 7e  |
| 2011/2012 | ND          | Goud   | ND  |
| 2012/2013 | 35e         | Goud   | 26e |
| 2013/2014 | 52e         | Goud   | ND  |

MTB
| Seizoen | Wereldbeker | IK     | WK  | EK    |
| ------- | ----------- | ------ | --- | ----- |
| 2006    | 40e         | NVT    | NVT | NVT   |
| 2007    | 72e         |        | 26e | 13e   |
| 2008    |             | Zilver | 37e | 10e   |
| 2009    | 15e         | Goud   | 11e | 5e    |
| 2010    | 16e         | Goud   | DNF | Brons |
| 2011    | 8e          | Goud   | 20e | 7e    |
| 2012    | 4e          | Goud   | 6e  | ND    |
| 2013    |             | Brons  | 12e | Brons |